# Marcillac-Vallon
Marcillac-Vallon – miejscowość i gmina we Francji, w regionie Oksytania, w departamencie Aveyron. W 2013 roku jej populacja wynosiła 1724 mieszkańców. Przez teren gminy przepływa rzeka Créneau. 

## Zabytki
Zabytki w miejscowości posiadające status monument historique:
- dwór Curlande (fr. Manoir de Curlande)
- kaplica Notre-Dame de Foncourrieu (fr. Chapelle Notre-Dame de Foncourrieu)